# Кріста Каллен
Кріста Каллен  (англ. Crista Cullen, 20 серпня 1985) — британська хокеїстка на траві, олімпійська медалістка.

## Виступи на Олімпіадах
| Олімпіада   | Дисципліна     | Місце |
| ----------- | -------------- | ----- |
| Пекін 2008  | хокей на траві | 6     |
| Лондон 2012 | хокей на траві | 3     |

## Зовнішні посилання
- Досьє на sport.references.com [Архівовано 3 березня 2016 у Wayback Machine.]

1. ↑  Olympedia — 2006.